# Liga Eslovena de Basquetebol
| 1º Nível |  | 1.SKL |
| 2º Nível |  | 2.SKL |
| 3º Nível |  | 3.SKL |
| 4º Nível |  | 4.SKL |

A Liga Eslovena de Basquetebol (em esloveno:  1. Slovenska Košarkarska Liga), abreviado como 1. SKL e conhecido por patrocínio razões como a Liga Nova KBM, é a liga profissional de elite do basquetebol masculino da Eslovênia. A competição, realizado pela Federação de Basquetebol da Eslovênia, consiste de 12 clubes. Ele também foi chamado de Liga Kolinska (1998-2001), HIPO Liga (2001-2002), 1. Um SKL (2002-2006), Liga UPC Telemach (2006-2009), e Liga Telemach (2009-2016). A equipe de maior sucesso é Olimpija com 17 títulos.
A liga foi fundada em 1991, logo após que a Eslovénia tornou-se independente da RFS Jugoslávia. Antes da independência, da república da Eslovênia, a liga eslovena era jogada como segundo ou terceiro nível da Liga Iugoslava. Olimpija, Ljubljana, Slovan, ŽKK Maribor, Lesonit e Branik Maribor foram as únicas equipes eslovenas que jogaram na Liga Iugoslava de Basquetebol.

## Formato da competição
O campeonato é realizado em duas fases.

### Temporada Regular
Na primeira fase, as 12 equipes competem em uma série de jogos em casa e fora (22 jogos no total) com o representante do Liga do Adriático, atualmente Olimpija e Krka, sendo isentos desta fase.
Todas as equipes com antecedência de temporada regular em duas fases de playoffs, dependendo de sua posição no campeonato.

### Segunda fase
As sete melhores equipes da temporada regular, acompanhados pelo representante da Liga do Adriático iniciam a segunda fase. Seus resultados na primeira fase são zerados. Cada equipe tem um total de 14 jogos nesta fase; como na temporada regular, um em casa e outro fora.
As quatro melhores equipes no final desta fase avançam para as semifinais, disputado como uma série melhor-de-três do playoff. Os vencedores da semifinal avançam para a melhor-de-cinco da fase final do campeonato, com o vencedor a ser coroado campeão da liga.

## Finais
| Temporada | Campeão             | Finalista                     | Resultado | MVP das Finais    | Treinador Campeão  |
| --------- | ------------------- | ----------------------------- | --------- | ----------------- | ------------------ |
| 1991–92   | Olimpija            | Postojna                      | 3–0       | Zmago Sagadin     |                    |
| 1992–93   | Olimpija            | Koper                         | 3–1       | Zmago Sagadin     |                    |
| 1993–94   | Olimpija            | Maribor                       | 3–0       | Zmago Sagadin     |                    |
| 1994–95   | Olimpija            | Kovinotehna Savinjska Polzela | 3–0       | Zmago Sagadin     |                    |
| 1995–96   | Olimpija            | Krško                         | 3–1       | Žarko Djurišič    |                    |
| 1996–97   | Olimpija            | Kovinotehna Savinjska Polzela | 3–1       | Zmago Sagadin     |                    |
| 1997–98   | Olimpija            | Kovinotehna Savinjska Polzela | 3–0       | Zmago Sagadin     |                    |
| 1998–99   | Olimpija            | Pivovarna Laško               | 3–0       | Zmago Sagadin     |                    |
| 1999–00   | Krka                | Pivovarna Laško               | 3–1       | Ivan Sunara       |                    |
| 2000–01   | Olimpija            | Krka                          | 3–0       | Zmago Sagadin     |                    |
| 2001–02   | Olimpija            | Krka                          | 3–0       | Zmago Sagadin     |                    |
| 2002–03   | Krka                | Olimpija                      | 3–2       | Neven Spahija     |                    |
| 2003–04   | Olimpija            | Pivovarna Laško               | 3–0       | Sašo Filipovski   |                    |
| 2004–05   | Olimpija            | Slovan                        | 3–2       | Sašo Filipovski   |                    |
| 2005–06   | Olimpija            | Slovan                        | 3–2       | Zmago Sagadin     |                    |
| 2006–07   | Domžale             | Olimpija                      | 3–2       | Memi Bečirovič    |                    |
| 2007–08   | Olimpija            | Domžale                       | 3–1       | Aleksandar Džikić |                    |
| 2008–09   | Olimpija            | Domžale                       | 3–0       | Jure Zdovc        |                    |
| 2009–10   | Krka                | Olimpija                      | 3–2       | Smiljan Pavič     | Aleksandar Džikić  |
| 2010–11   | Krka                | Olimpija                      | 3–2       | Zoran Dragić      | Aleksandar Džikić  |
| 2011–12   | Krka                | Olimpija                      | 3–1       | Afik Nissim       | Aleksander Sekulić |
| 2012–13   | Krka                | Olimpija                      | 3–1       | Matjaž Smodiš     | Gašper Potočnik    |
| 2013–14   | Krka                | Olimpija                      | 3–2       | Jaka Klobučar     | Aleksandar Džikić  |
| 2014–15   | Šentjur             | Rogaška                       | 3–1       | Dragiša Drobnjak  | Dejan Mihevc       |
| 2015-16   | Helios Suns Domžale | KK Zlatorog Laško             | 3–1       | Marjan Čakarun    | Jakša Vulić        |
| 2016-17   | Olimpija Liubliana  | Rogaška                       | 3–1       | Devin Oliver      | Gašper Okorn       |
| 2017-18   | Petrol Olimpija     | Krka                          | 3–2       | Devin Oliver      | Zoran Martič       |
| 2018-19   | Sixt Primorska      | Petrol Olimpija               | 3–0       |                   | Jurica Golemac     |
| 2019-20   |                     |                               |           |                   |                    |
| 2020-21   | Cedevita Olimpija   | Krka                          | 3–0       |                   | Jurica Golemac     |

### Títulos por clube
| Clube     | Títulos | Anos Campeão                                                                                         |
| --------- | ------- | --- |
| Olimpija  | 17      | 1992, 1993, 1994, 1995, 1996, 1997, 1998, 1999, 2001, 2002, 2004, 2005, 2006, 2008, 2009, 2017, 2018 |
| Krka      | 7       | 2000, 2003, 2010, 2011, 2012, 2013, 2014                                                             |
| Domžale   | 2       | 2007, 2016                                                                                           |
| Šentjur   | 1       | 2015                                                                                                 |
| Primorska | 1       | 2019                                                                                                 |

### Participações
| Num | Equipe         | V  | D |
| --- | -------------- | -- | - |
| 22  | Olimpija       | 16 | 7 |
| 9   | Krka           | 7  | 2 |
| 3   | Domžale        | 1  | 2 |
| 1   | Šentjur        | 1  | 0 |
| 3   | Hopsi Polzela  | 0  | 3 |
| 3   | Zlatorog Laško | 0  | 3 |
| 2   | Slovan         | 0  | 2 |
| 1   | Koper          | 0  | 1 |
| 1   | Krško          | 0  | 1 |
| 1   | Maribor        | 0  | 1 |
| 1   | Postojna       | 0  | 1 |
| 1   | Rogaška        | 0  | 1 |

## Estatísticas líderes
| Temporada | Top rating      | PIR   | Top scorer       | PPG   | Top rebounder   | RPG   | Top Assistant      | APG  |
| --------- | --------------- | ----- | ---------------- | ----- | --------------- | ----- | ------------------ | ---- |
| 2007–08   | Dejan Grković   | 19.19 | Miroslav Jurić   | 19.58 | Dejan Grković   | 8.81  | Jure Močnik        | 4.85 |
| 2008–09   | Shawn King      | 31.26 | Gilbert Goodrich | 22.15 | Shawn King      | 14.79 | Jure Močnik        | 4.59 |
| 2009–10   | Shawn King      | 27.61 | Sandi Čebular    | 20.69 | Shawn King      | 11.30 | Tadej Koštomaj     | 5.44 |
| 2010–11   | Gregg Thondique | 22.84 | Benjamin Raymond | 17.68 | Gregg Thondique | 10.53 | Igor Mijajlović    | 4.68 |
| 2011–12   | Travis Nelson   | 20.88 | Travis Nelson    | 17.46 | Miloš Miljković | 8.57  | Luka Rupnik        | 5.33 |
| 2012–13   | Kervin Bristol  | 20.07 | Sašo Zagorac     | 17.50 | Kervin Bristol  | 10.86 | Daniel Vujasinović | 5.81 |
| 2013–14   | Ousman Krubally | 20.03 | Ousman Krubally  | 17.17 | Ousman Krubally | 9.07  | Daniel Vujasinović | 7.63 |
| 2014–15   | Sašo Zagorac    | 20.41 | Sašo Zagorac     | 18.86 | Smiljan Pavič   | 8.86  | Jan Močnik         | 6.96 |